# 48 (getal)
48 is het natuurlijke getal volgend op 47 en voorafgaand aan 49.

## In de wiskunde
Achtenveertig is:
- de dubbelfaculteit van 6,
- vier dozijn,
- een hogelijk samengesteld getal,
- een 17-gonaal getal en
- een Harshadgetal.

Er zijn 11 oplossingen voor de vergelijking φ(x) = 48, namelijk 65, 104, 105, 112, 130, 140, 144, 156, 168, 180 en 210. Dit is meer dan enig natuurlijk getal kleiner dan 48, waarmee 48 een hogelijk totiënt getal is, zie Indicator (getaltheorie).

## In natuurwetenschap
- 48 is het atoomnummer van het scheikundig element cadmium (Cd).
- De E48-reeks bevat 48 waarden per decade

## In het Nederlands
- Achtenveertig is een hoofdtelwoord.

## Overig
Achtenveertig is ook:
- Het telefonische landnummer van Polen.
- De jaren A.D. 48 en 1948.
- 48 Crash is een nummer van Suzi Quatro. Onduidelijk is of dit nummer gaat over de mannelijke 'penopauze' dan wel over de economische crisis van 1848 in de Verenigde Staten.